# Papilio sjoestedti
Espèce
Statut de conservation UICN

NT : Quasi menacé
Papilio sjoestedti ou Écharpe fine est une espèce de lépidoptères (papillons) de la famille des Papilionidae. Cette espèce est endémique de Tanzanie. Elle vit dans les forêts de montagnes, généralement au-dessus de 2000 m d'altitude.

## Description
Il y a un fort dimorphisme sexuel. À l'avers les ailes du mâle sont noires. Les ailes antérieures portent une série de macules submarginales blanches. Les ailes postérieures sont arrondies, sans queues. Elles portent une mince bande blanche dans la région discale et une série de petites macules blanches marginales en forme de demi-cercle. Au revers les ailes sont marron foncé et présentent des zones éclaircies. Les ailes antérieures portent la même série de macules submarginales qu'à l'avers mais les macules sont plus larges et s'estompent à l'apex. Les ailes postérieures ont des motifs similaires à ceux de l'avers, mais la bande discale est plus mince et en partie estompée, et l'aire basale est légèrement orangée. 
La femelle imite à l'avers Amauris echeria, un papillon immangeable, mais lorsqu'elle est au repos, avec les ailes refermées, elle ressemble à Acraea aganice, une autre espèce au goût désagréable pour les prédateurs. Il s'agit d'un exemple remarquable de double mimétisme.

À l'avers les ailes sont noires. Les ailes antérieures portent trois macules blanches, une dans la cellule, une au-dessus de la cellule et une dans la partie discale, ainsi que des macules blanches arrondies submarginales. Les ailes postérieures sont arrondies, sans queues. Elles portent une large macule crème dans la partie discale et des macules blanches marginales et submarginales. Au revers les ailes sont marron foncé. Les motifs des ailes antérieures sont les mêmes, mais les ailes sont légèrement plus claires à l'apex. Les motifs des ailes postérieures sont similaires à ceux de l'avers, mais la macule crème est estompée et les ailes sont légèrement orangée dans l'aire basale, avec quelques macules noires.

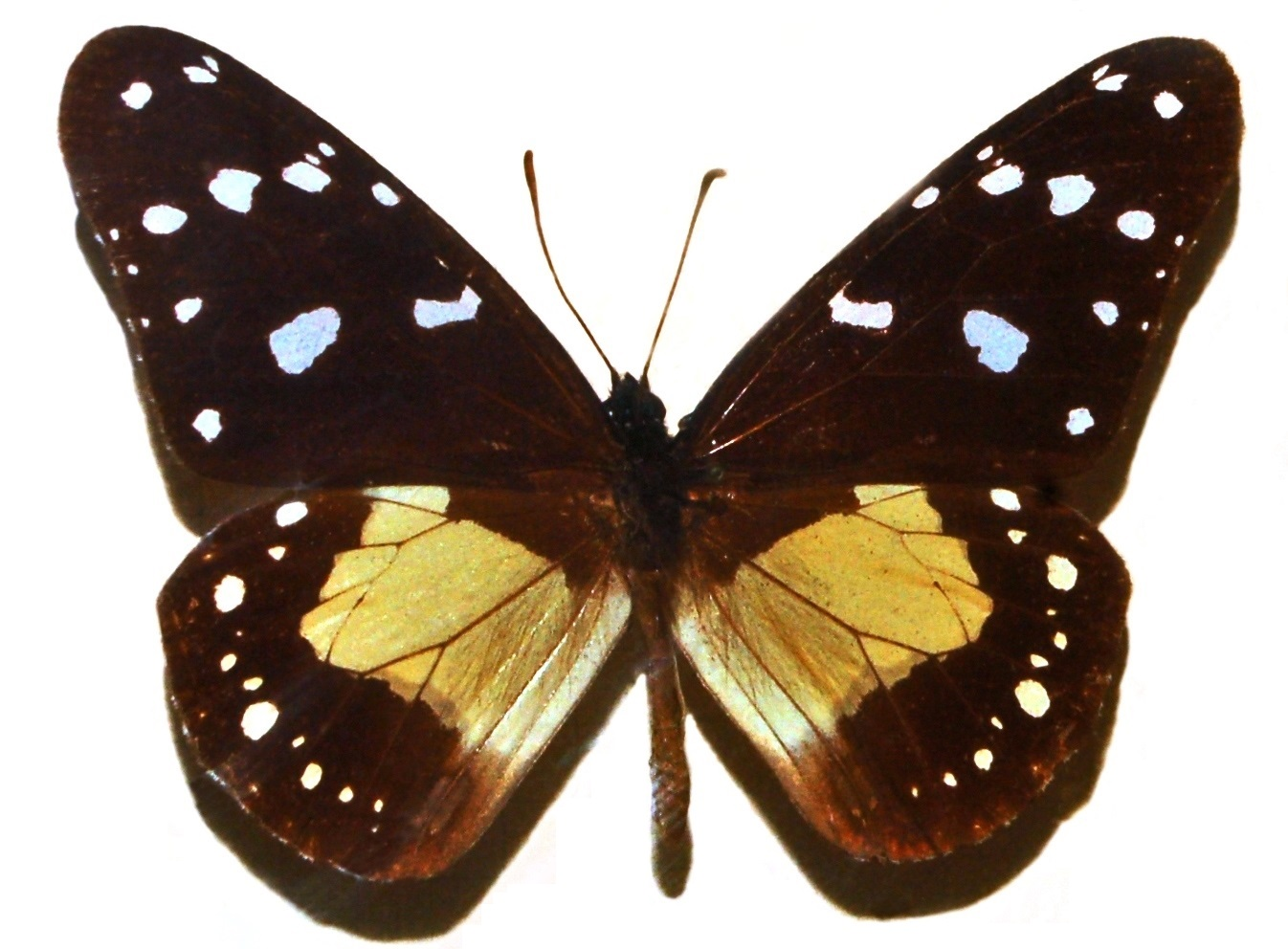
Amauris echeria

## Écologie
L'écologie de cette espèce est mal connue. La plante-hôte n'a pas été identifiée. Comme chez les autres espèces de Papilio les chenilles se nourrissent probablement des feuilles de la plante-hôte. Le stade larvaire comprend cinq stades. La chrysalide est fixée à son support par son crémaster et maintenue tête en haut par une ceinture de soie. 
Les adultes se nourrissent du nectar des fleurs. 

## Habitat et répartition
Papilio sjoestedti est présent au nord de la Tanzanie, dans l'écozone afrotropicale. L'espèce vit dans les forêts de montagnes, généralement au-dessus de 2000 m d'altitude.

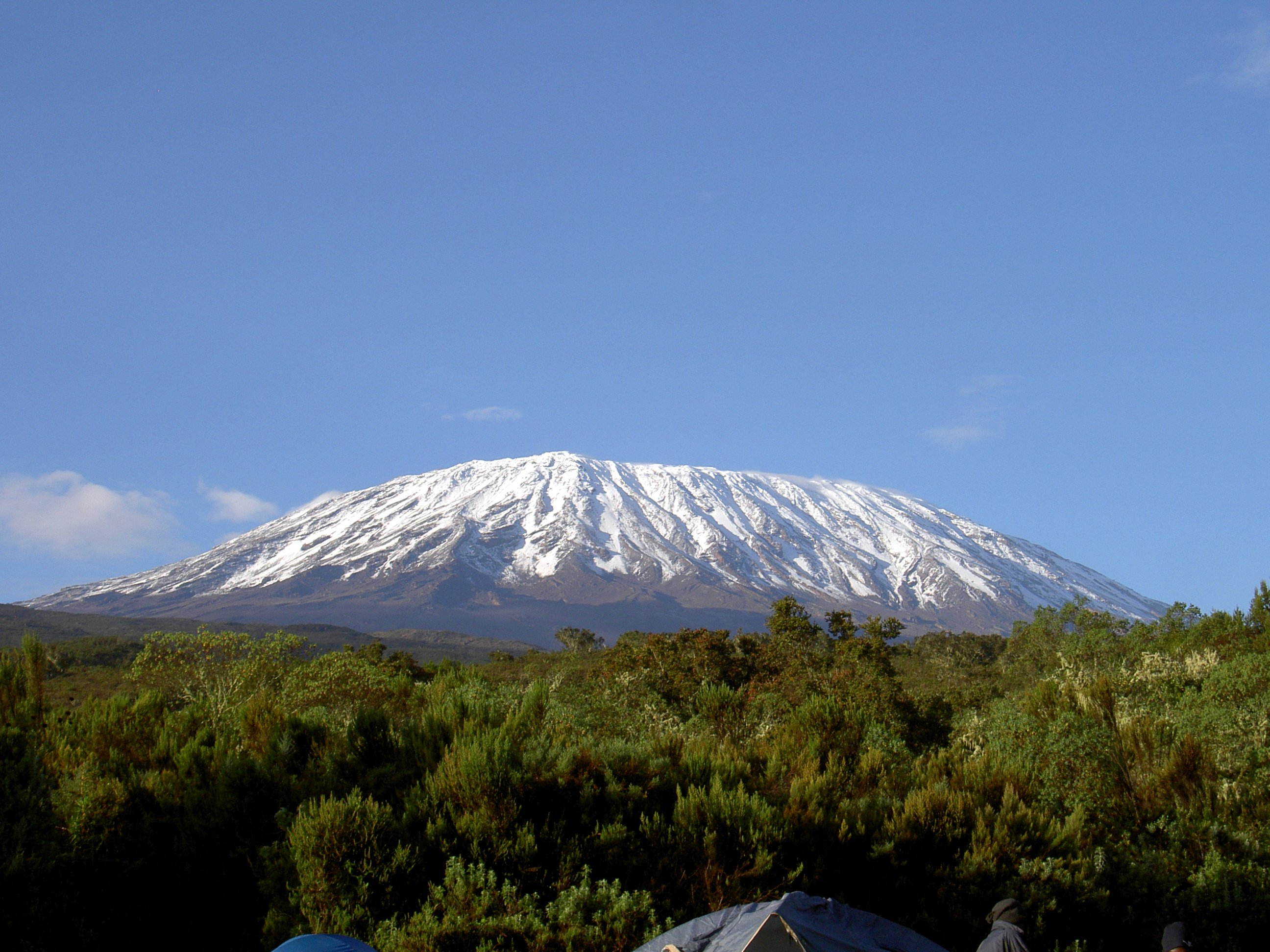
Le Kilimandjaro (Tanzanie)
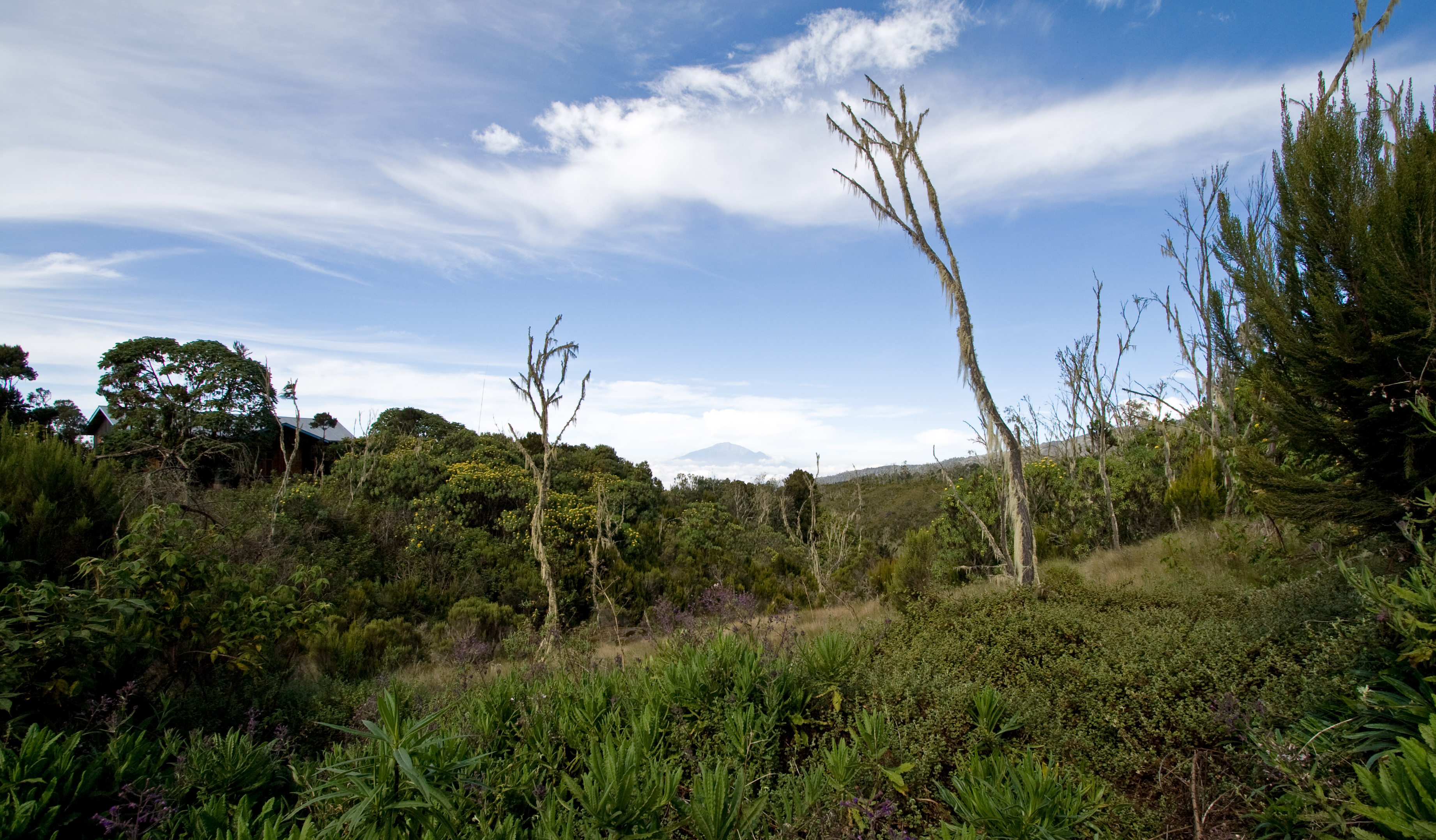
Le Mont Meru, vu du Kilimandjaro

## Systématique
L'espèce Papilio sjoestedti a été décrite pour la première fois en 1908 par l'entomologiste Per Olof Christopher Aurivillius dans Die Gross-Schmetterlinge der Erde . Elle appartient à un groupe de quatre espèces de Papilio d'Afrique subsaharienne. Les autres espèces du groupe sont P. echerioides, P. fuelleborni et P. jacksoni.

### Sous-espèces[1]
- P. sjoestedti sjoestedti : nord de la Tanzanie
- P. sjoestedti atavus : endémique du mont Kilimandjaro (Tanzanie)

## Papilio sjoestedtiet l'Homme

### Nom vernaculaire
L'espèce est appelée en anglais "Thin-line Sash".

### Menaces et conservation
Papilio sjoestedti est considéré comme presque menacé par l'UICN. 